# Atlas Personal-Jakroo
Atlas Personal-Jakroo was een Zwitserse continentale wielerploeg die was opgericht in 2007. De ploeg was actief in de continentale circuits, en met name in de UCI Europe Tour.
Atlas Personal begon in 2007 op een Duitse licentie, maar stapte na een jaar al over naar een Zwitserse.
De ploeg stopte na het seizoen 2013 met bestaan.

## Bekende renners
- Julien Taramarcaz (2007)
- Danilo Wyss (2007)
- Marcel Wyss (2007-2008, 2012)